# Pseudoqolus koko
Pseudoqolus koko – gatunek małej słodkowodnej ryby sumokształtnej z rodziny zbrojnikowatych (Loricariidae), jedyny przedstawiciel rodzaju Pseudoqolus.

## Zasięg występowania i środowisko
Gatunek endemiczny, znany jedynie z kilku stanowisk w górnym biegu rzeki Maroni w Gujanie Francuskiej. Złowiono go w głównym korycie rzeki na kamienistym podłożu o głębokości dwóch metrów.

## Taksonomia
Gatunek opisany naukowo pod nazwą Panaqolus koko w 2012 z rzeki Marouini, w pobliżu Antecume Pata. Zaliczono go tymczasowo do rodzaju Panaqolus, pomimo wyraźnych różnic w morfologii. Ograniczony zasięg jego występowania, który znajduje się daleko poza zasięgiem jakiegokolwiek innego znanego członka rodzaju Panaqolus, oraz różnice w morfologii żuchwy wskazują na odrębność tego gatunku. Został przeniesiony do rodzaju Pseudoqolus. 

### Etymologia
Epitet gatunkowy koko, oznaczający noc, został zaczerpnięty z języka Indian Wayana i odnosi się do ciemnego zabarwienia ryby, w aluzji do podobnie ubarwionego i nazwanego Panaqolus nocturnus.

## Cechy charakterystyczne
P. koko ma ciało spłaszczone grzbietobrzusznie. Jego wierzchnia część i płetwy są jednolicie czarnobrązowe, spód ciała ciemnobrązowy. Gatunek diagnozowany na podstawie charakterystycznych dużych zębów łyżkowatego kształtu oraz unikalnego barkodu DNA. 
Dorosłe osobniki tego gatunku osiągają maksymalnie 9 cm długości standardowej (SL).